# Ioan Popasu
Ioan Popasu (20. prosince 1808 Brašov – 18. února 1889 Temešvár), byl rakouský pravoslavný duchovní, biskup Caransebeșký a politik rumunské národnosti ze Sedmihradska, v 60. letech 19. století poslanec rakouské Říšské rady.

## Biografie
Působil jako pravoslavný biskup ve městě Caransebeș. Gymnaziální studia prodělal v Brašově, Sibiu a Kluži. V období let 1832–1836 vystudoval teologii ve Vídni. Po pětadvacet let byl potom duchovním ve svém rodném městě. Zasloužil se o zřízení rumunského gymnázia v Brašově roku 1850. Během revolučního roku 1848 byl jedním z 10 členů rumunské delegace vyslané do Vídně. V srpnu 1865 se stal prvním biskupem nově zřízené pravoslavné diecéze v Caransebeșu. Zpočátku působil v těžkých podmínkách, kdy pro chod biskupství chyběly materiální podmínky. Založil v Caransebeșu rumunskou tiskárnu. V roce 1874 byl zvolen i rumunským metropolitou, ale vláda jeho volbu nepotvrdila.
Počátkem 60. let se s obnovou ústavního systému vlády zapojil i do vysoké politiky. V zemských volbách byl zvolen na Sedmihradský zemský sněm. Působil také coby poslanec Říšské rady (celostátního parlamentu Rakouského císařství), kam ho delegoval Sedmihradský zemský sněm roku 1864 (Říšská rada tehdy ještě byla volena nepřímo, coby sbor delegátů zemských sněmů). 12. listopadu 1864 složil slib. V době své působení v parlamentu se uvádí jako Johann Popassu, pravoslavný archimandrit v Brašově.
Po rakousko-uherském vyrovnání se zapojil i do politického života Uherska. Do své smrti zasedal jako člen Sněmovny mangátů (jmenovaná horní komora Uherského parlamentu).
Zemřel v únoru 1889.